# Peter Gorschlüter

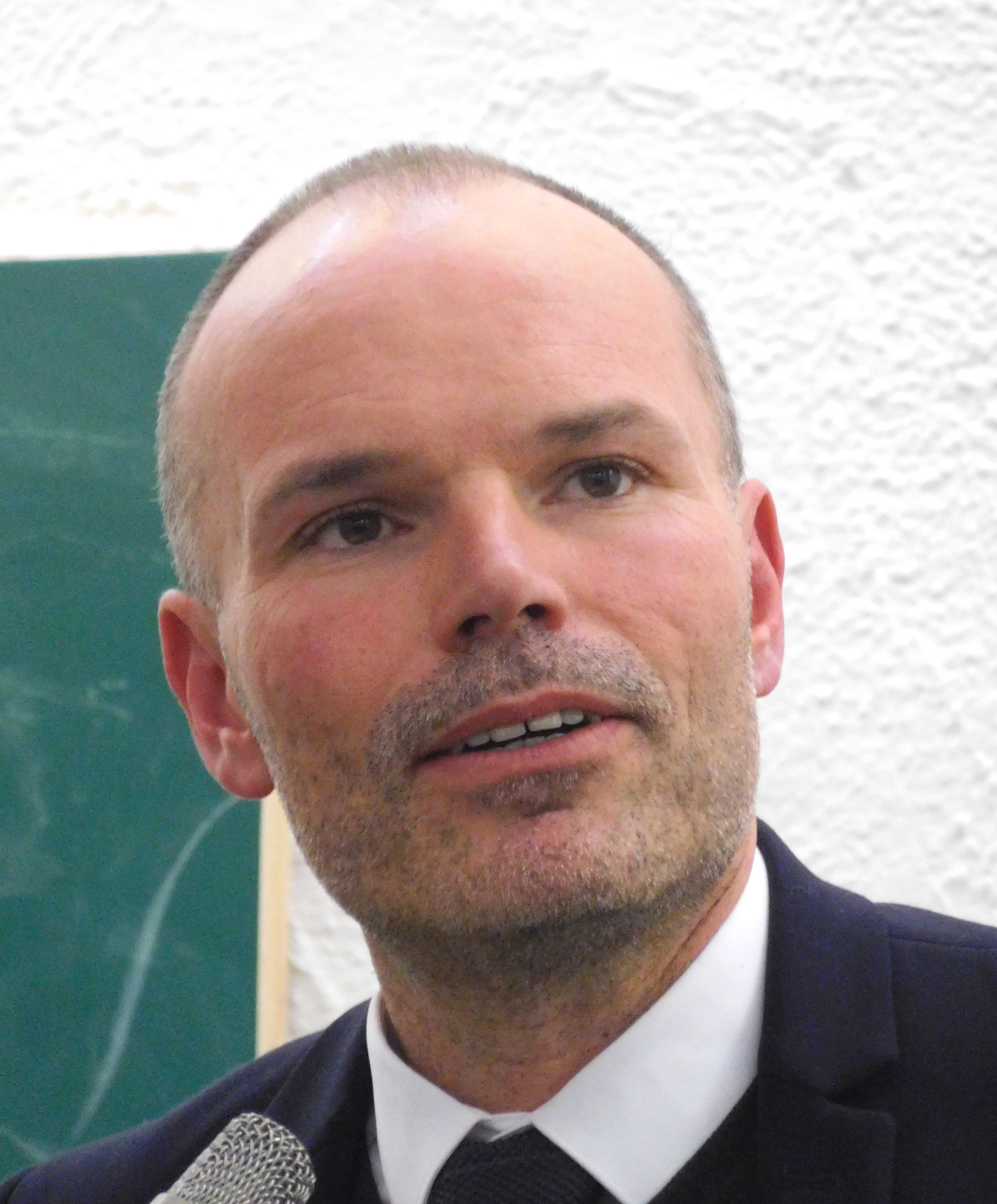
Peter Gorschlüter, 2018

Peter Gorschlüter (* 30. September 1974 in Mainz) ist ein deutsch-italienischer Kunsthistoriker und Kurator. Er war von 2010 bis 2018 stellvertretender Direktor des Museums für Moderne Kunst in Frankfurt am Main. Seit 1. Juli 2018 ist Gorschlüter als Direktor des Museums Folkwang in Essen tätig. 2021 wurde Gorschlüter eine Honorarprofessur für „Kunst und Öffentlichkeit“ an der Folkwang Universität der Künste verliehen.

## Leben und Wirken

### Herkunft, Ausbildung und Studium
Peter Gorschlüter wurde als Sohn des Koblenzer Oberstudiendirektors und Kulturdezernenten Hans-Peter Gorschlüter (1939–1992) und der italienischen Germanistin Vittoria Spani Molella (* 1941) geboren. Er ist deutscher und italienischer Staatsangehöriger.
Von 1994 bis 1998 studierte er an der Universität zu Köln Theater-, Film- und Fernsehwissenschaft, außerdem Germanistik und Philosophie. Es folgte von 1998 bis 2003 ein Studium der Kunstwissenschaft und Medientheorie an der Hochschule für Gestaltung in Karlsruhe.
Während seiner Studienzeit war er Mitarbeiter der Bonner Biennale '96 und  '98 und arbeitete als Regieassistent. In Köln kuratierte Gorschlüter Ausstellungen mit Werken junger Künstler in privaten Räumen.

### Beruflicher Werdegang
Von 1999 bis 2001 war Gorschlüter als Mitarbeiter der Karlsruher Galerie Meyer Riegger tätig. In den Jahren 2001 und 2002 kuratierte er dort einen eigenen Ausstellungsraum „c/o Peter Gorschlüter“ und zeigte unter anderem Ausstellungen von Armin Boehm, Rosa Barba und Zilla Leutenegger (30 Minuten vor Abfahrt), außerdem von Benita Liebel, Yasmin Müller und Ulf Neumann (Mausetot) und von Lee Taylor (Lee stört Karls Ruhe).
Von 2002 bis 2007 wirkte Peter Gorschlüter als Kurator und wissenschaftlicher Mitarbeiter an der Kunsthalle Düsseldorf unter Ulrike Groos. Er kuratierte Ausstellungen zu Kunst und Musik, z. B. im Jahre 2002 zur Wiedereröffnung der Kunsthalle die Ausstellung „Zurück zum Beton – Die Anfänge von Punk und New Wave“. 2007 konzipierte er das Festival „düsseldorf sounds“. Im gleichen Jahr kuratierte er zusammen mit Groos in Wuppertal ein Projekt mit Kunst im öffentlichen Raum unter dem Titel „SICHT WEISEN – Kunst auf der Talachse“. Weiterhin betreute er in der Kunsthalle Einzelausstellungen und Publikationen zu Blinky Palermo und Martin Honert.
Im Jahr 2005 war Gorschlüter Mitbegründer von Passenger Books, einem Kleinverlag, in dem Bücher u. a. der Künstler David Shrigley, Simon Lewis und Wilhelm Hein erschienen.
Am 1. Januar 2008 wurde Gorschlüter Chefkurator der Tate Liverpool und leitete die Abteilung Sammlung und Ausstellungen. Er arbeitete dort mit dem Direktor Christoph Grunenberg vor allem an der Neupräsentation der Sammlung. In diesem Rahmen entwickelte sich eine Zusammenarbeit mit dem Künstler Michael Craig-Martin, dem Filmregisseur Mike Figgis sowie dem Theatermacher und Autor Tim Etchells. Als Ausstellungsleiter der Tate Liverpool war er an großen Präsentationen, u. a. zu Gustav Klimt und Pablo Picasso beteiligt und kuratierte u. a. mit Tanya Barson die Ausstellung „Afro Modern: Journeys through the Black Atlantic“. 2010 war er Co-Kurator der Liverpool Biennial.

### Museumsleiter in Frankfurt am Main und Essen, Lehraufträge
Zum 1. Juli 2010 wurde Gorschlüter unter Susanne Gaensheimer – als Nachfolger von Andreas Bee – Kurator und stellvertretender Direktor am MMK Museum für Moderne Kunst in Frankfurt am Main. Vom 1. September bis 31. Dezember 2017 leitete er das Museum kommissarisch. 2012 war Gorschlüter außerdem Mitbegründer der Triennale Ray Fotografieprojekte Frankfurt/RheinMain sowie Co-Kurator von deren Folgeausgaben 2015 und 2018.
Von 2010 bis 2018 hatte Gorschlüter einen Lehrauftrag am Kunstgeschichtlichen Institut im Studienfach Curatorial Studies Theorie–Geschichte-Kritik an der Goethe-Universität Frankfurt am Main / Städelschule Frankfurt am Main. Von 2015 bis 2018 hatte er einen weiteren Lehrauftrag über Vergangenheitsdiskurs und Gegenwartskunst am Fachbereich Philosophie und Geisteswissenschaften der Universität Frankfurt am Main.
Gorschlüter war von 2015 bis 2024 Kuratoriumsvorsitzender der Deutschen Börse Photography Foundation und ist seit 2020 gemeinsam mit Regina Selter Sprecher der RuhrKunstMuseen.
Seit 1. Juli 2018 ist Peter Gorschlüter als Nachfolger von Tobia Bezzola Direktor des Museum Folkwang Essen. Unter seiner Leitung wurde das Museum Folkwang 2019 von dem internationalen Kunstkritikerverband AICA – deutsche Sektion als „Museum des Jahres“ ausgezeichnet.

### Privates
Peter Gorschlüter ist mit der Kunsthistorikerin und Filmemacherin Maria Anna Tappeiner verheiratet und Vater von zwei Kindern. Er lebt mit seiner Familie auf der Margarethenhöhe in Essen.